# Хьюз, Норман
Норман Хьюз (англ. Norman Hughes, 30 сентября 1952, Нантвич, Восточный Чешир, Англия, Великобритания) — английский и британский хоккеист (хоккей на траве), полевой игрок, тренер. Бронзовый призёр летних Олимпийских игр 1984 года, серебряный призёр чемпионата мира 1986 года. Участник летних Олимпийских игр 1992 года как тренер.

## Биография
Норман Хьюз родился 30 сентября 1952 года в британском городе Нантвич в Англии.
Учился в гимназии для мальчиков в округе Крю, играл в хоккей на траве и крикет.
На профессиональном уровне выступал за «Уэйкфилд».
В 1984 году вошёл в состав сборной Великобритании по хоккею на траве на летних Олимпийских играх в Лос-Анджелесе и завоевал бронзовую медаль. Играл в поле, провёл 6 матчей, мячей не забивал.
В 1986 году в составе сборной Англии стал серебряным призёром чемпионата мира в Лондоне.
После окончания игровой карьеры стал тренером. В 1992 году тренировал сборную Великобритании на хоккейном турнире летних Олимпийских игр в Барселоне, где она заняла 6-е место. Тренирует «Уэйкфилд».